# Dichaetomyia thapai
Dichaetomyia thapai är en tvåvingeart som beskrevs av Shinonaga 1994. Dichaetomyia thapai ingår i släktet Dichaetomyia och familjen husflugor.
Artens utbredningsområde är Nepal. Inga underarter finns listade i Catalogue of Life.